# 阿麻和利
阿麻和利（琉球語：／  ?；？—1458年）是琉球第一尚氏王朝時期的按司。《中山世譜》作阿摩和利。

## 生平
阿麻和利出生於北谷間切屋良村（今沖繩嘉手納町字屋良）的農民家庭，童名加那。因武藝出眾，被勝連城主茂知附按司任命為自己的部將。後來阿麻和利殺死茂知附按司，奪取勝連城，成為新的勝連按司。他積極發展海外貿易，尤其是與奄美大島、中國、日本的貿易，並從中國引進先進技術。這使勝連城成為當時琉球最繁榮的城市之一。尚泰久王見其勢力強大，出於懷柔政策，將王女百度踏揚嫁給了他。
據《中山世譜》記載，阿麻和利「身居儀賓之貴，兼武藝出衆，視諸按司如草芥。驕傲已極，常有弒簒之心。」中城按司護佐丸知道他圖謀不軌，於是招兵買馬，以備防禦之用。阿麻和利得知後，反誣護佐丸欲造反。於是尚泰久王「被讒惑」，派阿麻和利率軍征討護佐丸，包圍中城城。護佐丸自刎而死。
護佐丸死後，阿麻和利的勢力更加強大，開始計畫推翻尚泰久王。他的圖謀被妻子踏揚知道後，在鬼大城（即夏居數，越來親方賢雄，曾任大城親方，故又稱大城賢雄）的護衛下，趁夜色逃回首里城。阿麻和利見秘密洩露，立即發兵攻打首里城，被尚泰久王擊退。隨後鬼大城奉命征討勝連城，阿麻和利戰敗身亡。

## 後世評價
因阿麻和利對勝連城的繁榮作出很大貢獻，他在琉歌大集《思草紙》中以正面形象出現。他死後，勝連城即荒廢。
因阿麻和利曾起兵反對琉球王，甚至發兵攻打國都，琉球三部官修史書中都稱他為逆臣。

## 文學作品中的阿麻和利
琉球有一組關於阿麻和利的組踊「二童敵討」。護佐丸被讒自殺之後，當時二子毛鶴、毛龜正在山南査國吉所，得以免禍。後來二人前往勝連見阿麻和利，乘阿麻和利酒醉，殺死了他。

## 腳註
1. ↑  《沖繩歷史人名事典》阿麻和利條，沖繩文化社，1996年出版，第10頁
2. ↑  這是《中山世譜》中對護佐丸阿麻和利之亂的記載。沖繩學學者仲原善忠對此說持有異議，認為護佐丸與阿麻和利發生矛盾的根本原因是貿易衝突。二人對奄美大島貿易主導權之爭導致了護佐丸阿麻和利之亂。轉引自（页面存档备份，存于）页面存档备份，存于）页面存档备份，存于） （页面存档备份，存于） （页面存档备份，存于）  （页面存档备份，存于）
3. ↑  見《中山傳信錄 的存檔，存档日期2008-08-04.》。原文為：「第二，爲鶴、龜二兒復父仇古事。中城按司毛國鼎，忠勇爲國。時勝連按司阿公少爲郡馬，驕貴蓄異志；忌中城，讒之於王，誣以反。王令阿公率師族滅之，毛公自刺死。二子：一名鶴，年十三；次名龜，方十二。既俊秀，父居常以寶劍二，教之撃刺事。時隨母在外家山南査國吉所，聞變，泣請於母，欲以間殺阿公，復父仇；求寶劍，各佩之。歩肆勝連，伺阿公春遊，即懷劍而前。阿公喜且醉，解衣帶分賜二童，攜一劍並賜鶴；鶴乘其醉，拔劍刺之，大呼曰：『我毛公子！今殺汝，爲我父復仇』！阿公驚起，頭隨劍落矣。羣從皆醉，盡爲二童所殺云。」